# Leo Scheu
Leo Scheu (* 28. März 1886 in Olmütz; † 25. August 1958 in Graz) war ein österreichischer Künstler, akademischer Maler und Grafiker, nationalsozialistischer Kunstfunktionär sowie bekannter steirischer Eisläufer und Funktionär beim Grazer Eislaufverein.

## Leben und Werk
Leo Scheu besuchte die Realschule in Sternberg in Mähren und diente nach der Matura als Einjährig-Freiwilliger ein Prag. Er wurde an der Akademie der Bildenden Künste in Prag bei Vlaho Bukovac und Thiele und an der Wiener Malschule bei Jaschke ausgebildet. Ab 1913 unterrichtete er an der 1. Bundesrealschule in Graz. 1914 musste er im Ersten Weltkrieg als Leutnant zur Infanterie einrücken und musterte als Rittmeister ab. Bis kurz nach dem Krieg war er Kommandantenstellvertreter bei der Militärpolizei und Leiter des Außendienstes. 1917 bezog er ein Atelier in der Doblergasse in Graz. 1920 erhielt er eine systematische Anstellung an der Realschule und unterrichtete als Lektor an der Universität Graz, die ihn zum Ehrenmitglied ernannte. Weiters war er Fachinspektor in Kärnten und der Steiermark und auch Gerichtssachverständiger.

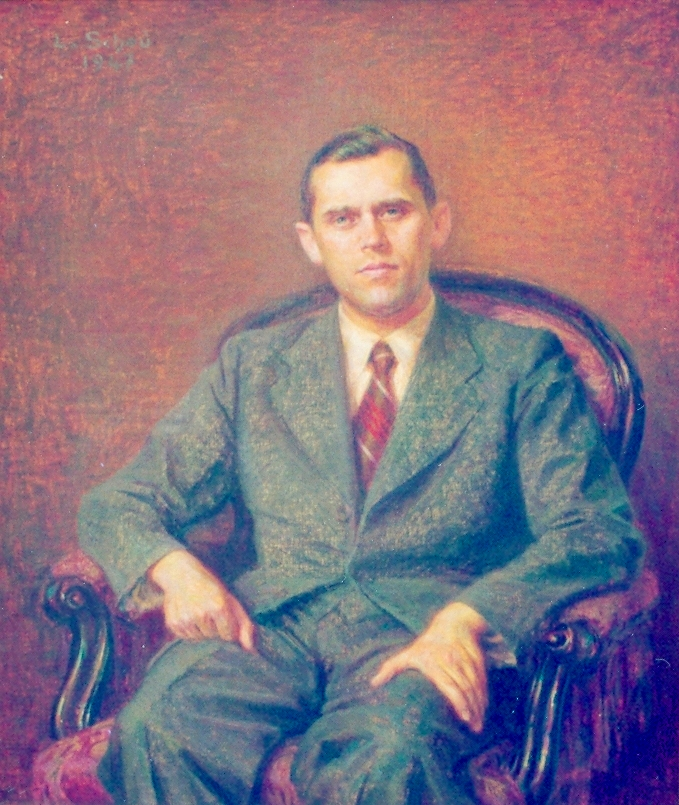
Porträt Stefan Greif, Ölgemälde 1947

In der ersten Hälfte des 20. Jahrhunderts schuf er eine Reihe von Rektorenporträts für die Universität Graz und die Technische Universität Graz. Auch Persönlichkeiten des öffentlichen Lebens und der katholischen Kirche ließen zahlreiche Porträts durch ihn anfertigen und begründeten seinen Ruf als einer der bedeutendsten Porträtisten seiner Zeit. Leopold Scheu stand dem von ihm gegründeten Grazer Künstlerbund und ab dem Jahr 1945 der Landesgruppe Steiermark der Berufsvereinigung der bildenden Künstler Österreichs lange Jahre als Präsident vor. Der Künstlerbund kann als nationalsozialistisch eingestuft werden. Scheu trat am 15. September 1932 der  NSDAP bei (Mitgliedsnummer 1.213.886), aber Ende 1933 wieder aus. Er suchte nach dem „Anschluss“ erneut um Aufnahme in die Partei an und wurde 1941 wieder aufgenommen (Mitgliedsnummer 8.438.745). Eine vom Grazer Gemeinderat eingesetzte Historikerkommission beschrieb Scheu als eine „von Anfang an eine wichtige Figur im nationalsozialistischen Kunstbetrieb“.
Er ist auf dem St.-Leonhard-Friedhof in Graz beigesetzt.

## Einsatz für den Eislaufsport
Le Scheu war im Jahr 1921 Gründer des Grazer Eislaufvereins und erster Präsident des 1923 gegründeten Steirischen Eislaufverbands. Er fungierte auch als erster Grazer Eiskunstläufer, als Meisterschaftspreisrichter des Österreichischen Eislaufverbandes und als Beisitzer des Verbandsvorstandes. Im Jahr 1925 wurde er Vizepräsident des Österreichischen Eislaufverbandes neben Fritz Kachler.

## Ehrungen und Auszeichnungen
- Berufstitel Professor.
- Im VII. Bezirk in Graz wurde 1961 die Leo-Scheu-Gasse nach ihm benannt. Eine Expertenkommission stufte 2017 die Benennung als „höchst bedenklich“ ein. 2022 beschloss der Grazer Gemeinderat perspektivisch die Umbenennung der Gasse.[7]
- In Erinnerung an seine Leistungen für den Eislaufsport in Steiermark wurde seit dem Jahr 1971 alljährlich vom Grazer Eislaufverein[8] und dem Verein Grazer Kunsteisbahn der „Professor Leo-Scheu-Lauf“ durchgeführt. 2008 wurde dieser in Icechallenge, Leo Scheu Memorial umbenannt,[9] ab 2018 nur noch Icechallenge.